# تپه آسیاب خرابه
تپه آسیاب خرابه مربوط به هزاره ۴ و ۳ قبل از میلاد است و در شهرستان فراهان، بخش خنجین، شهر خنجین، روستای گورچان واقع شده و این اثر در تاریخ ۱۸ اسفند ۱۳۸۷ با شمارهٔ ثبت ۲۵۰۵۳ به‌عنوان یکی از آثار ملی ایران به ثبت رسیده است.